# Ben Klassen
Bernhardt (o Ben) Klassen (Ucrania, 20 de febrero de 1918-Estados Unidos, 6 de agosto de 1993) fue un político estadounidense y líder religioso supremacista blanco. Fundó la «Iglesia Mundial del Creador», una organización religiosa de carácter ateo, antisemita, anticristiana y racista basada en el contenido de su libros, particularmente Nature's Eternal Religion, publicado por primera vez en 1973. Ben Klassen introdujo el concepto de "Guerra santa racial" en el movimiento nacionalista blanco.
Klassen fue legislador republicano del estado de Florida, así como partidario de la campaña presidencial de George Wallace. Además de su labor religiosa y política, Klassen era ingeniero eléctrico y también fue el inventor de un abrelatas eléctrico de pared. Klassen tenía opiniones poco ortodoxas sobre la dieta y la salud. Era un higienista natural que defendía la teoría negacionista de los gérmenes, y se oponía a la teoría microbiana de la enfermedad, así como a la medicina convencional, y promovía una dieta frugívora y crudivegana.

## Biografía
Klassen nació el 20 de febrero de 1918 en Raión de Chernihivka en el Óblast de Zaporiyia, en Ucrania, hijo de Bernhard y Susanna Klassen (soltera Friesen), una pareja cristiana menonita ucraniana. Tenía dos hermanas y dos hermanos. Cuando Klassen tenía nueve meses, contrajo fiebre tifoidea y casi muere. Sus primeros recuerdos fueron de la hambruna de 1921-1922. Recordó que su padre le racionó una rebanada de pan negro para la cena. Klassen se introdujo por primera vez a la religión a la edad de "tres o cuatro". Cuando tenía cinco años, la familia se mudó a México, donde vivieron durante un año. En 1925, a los seis años, se mudó con su familia a Herschel, Saskatchewan, Canadá. Asistió a la Academia Germano-Inglés (ahora Rosthern Junior College).
Klassen estableció una firma de bienes raíces en Los Ángeles en asociación con Ben Burke. Creyendo que su compañero era propenso a beber y apostar, Klassen finalmente lo compró y se convirtió en propietario único. Contrató a varios vendedores, incluido Merle Peek, quien lo convenció de comprar grandes proyectos de desarrollo de terrenos en Nevada. Klassen y Peek comenzaron una sociedad llamada Silver Springs Land Company, a través de la cual fundaron la ciudad de Silver Springs, Nevada. En 1952, Klassen vendió su parte de la compañía a Phillip Hess por $150,000 y se retiró.
El 26 de marzo de 1956, Klassen presentó una solicitud ante la Oficina de Patentes de los Estados Unidos Para patentar un abrelatas eléctrico montado en la pared que comercializó como Canolectric. En asociación con la empresa de marketing Robbins & Myers, Klassen creó Klassen Enterprises, Inc. Frente a la competencia de fabricantes más grandes que podrían proporcionar productos similares de manera más económica, Klassen y sus socios disolvieron la compañía en 1962.

## Carrera política
Klassen sirvió en el Condado de Broward en la Cámara de Representantes de Florida desde noviembre de 1966 hasta marzo de 1967, corriendo en una plataforma antigobierno. Hizo una campaña electoral para el Senado de Florida en 1967, pero fue derrotado. Ese mismo año, fue vicepresidente de una organización en Florida que apoyó a George Wallace para presidente.
Klassen era miembro de la Sociedad John Birch, en un momento operaba una librería American Opinion. Pero se desilusionó con la Sociedad por lo que veía como su posición tolerante hacia los judíos. En noviembre de 1970, Klassen, junto con Austin Davis, crearon el Partido Nacionalista Blanco. La plataforma del partido estaba dirigida a los cristianos blancos y era explícitamente de naturaleza religiosa y racial; la primera oración del programa de catorce puntos del partido es "Creemos que la Raza Blanca fue creada a imagen del Señor ..." El logo del Partido Blanco Nacionalista era una "W" con una corona y un halo sobre ella. , y se usaría tres años después como el logotipo de la Iglesia del Creador.
Menos de un año después de crear el Partido Nacionalista Blanco, Klassen comenzó a expresar aprensión sobre el cristianismo a sus conexiones a través de cartas. Estas cartas no fueron bien recibidas y efectivamente terminaron la influencia del Partido Nacionalista Blanco.

## Iglesia Mundial del Creador
En 1973 Klassen fundó la Iglesia del Creador con la autopublicación de Nature's Eternal Religion. Los miembros individuales de la iglesia se llaman Creadores, y la religión que practican se llama Creatividad.
En 1982, Klassen estableció la sede de su iglesia en Otto, Carolina del Norte. Klassen escribió que estableció una escuela para niños. El plan de estudios original era un programa de verano de dos semanas que incluía actividades tales como "caminatas, campamentos, entrenamiento en manejo de armas de fuego, tiro con arco, tenis, rafting y otras actividades saludables al aire libre", así como instrucciones sobre "los objetivos y las doctrinas de la creatividad y cómo podrían servir mejor a su propia raza en varias capacidades de liderazgo".
En julio de 1992, George Loeb, ministro de la iglesia, fue declarado culpable de asesinar a un marinero negro en Jacksonville, Florida. Temiendo que una condena podría significar la pérdida de 20 acres de tierra por un valor de aproximadamente $400,000 en Franklin, Carolina del Norte perteneciente a la iglesia, Klassen la vendió a otro supremacista blanco, William Luther Pierce, autor de Los diarios de Turner, por $100,000.
Klassen fue Pontífice máximo de la iglesia hasta el 25 de enero de 1993, cuando le transfirió el título al Dr. Rick McCarty.

## Suicidio
Posiblemente deprimido después de la muerte de su esposa, el fracaso de su iglesia y un diagnóstico de cáncer y considerando el suicidio como una forma adecuada de terminar con su vida, Klassen tomó una sobredosis de pastillas para dormir, ya sea tarde el 6 de agosto o temprano el 7 de agosto de 1993. Klassen fue enterrado en su propiedad de Carolina del Norte en un área que anteriormente había designado "Ben Klassen Memorial Park".